# Phyllophaga tetraphylla
Phyllophaga tetraphylla är en skalbaggsart som beskrevs av Moser 1918. Phyllophaga tetraphylla ingår i släktet Phyllophaga och familjen Melolonthidae. Inga underarter finns listade i Catalogue of Life.